# Лебуня
Лебуня (пол. Łebunia, нім. Labuhn) — село в Польщі, у гміні Цевиці Лемборського повіту Поморського воєводства.
Населення — 686 осіб (2011).
У 1975-1998 роках село належало до Слупського воєводства.

## Демографія
Демографічна структура станом на 31 березня 2011 року:
|          | Загалом | Допрацездатний вік | Працездатний вік | Постпрацездатний вік |
| -------- | ------- | ------------------ | ---------------- | -------------------- |
| Чоловіки | 350     | 90                 | 237              | 23                   |
| Жінки    | 336     | 92                 | 194              | 50                   |
| Разом    | 686     | 182                | 431              | 73                   |